# Радо, Шандор
Ша́ндор Ра́до (венг. Radó Sándor; 5 ноября 1899, Уйпешт, ныне в составе Будапешта, Австро-Венгрия — 20 августа 1981, Будапешт, Венгерская Народная Республика) — советский разведчик, венгерский картограф и географ, доктор географических и экономических наук (1958), революционер.

## Биография

### Ранние годы
Родился в состоятельной еврейской семье: его отец был управляющим торговой фирмы и впоследствии стал предпринимателем. Во время Первой мировой войны в 1917 году призван в австро-венгерскую армию, окончил офицерскую школу крепостной артиллерии. Изучал право в Будапештском университете и вступил в Венгерскую коммунистическую партию вскоре после «революции астр» 1918 года. Участвовал в революционном движении 1919 года в Венгрии, установлении советской власти в Будапеште, был политическим комиссаром в 6-й артиллерийской дивизии армии венгерской Красной Армии.
После ликвидации Венгерской советской республики в ходе иностранной интервенции, как и многие другие венгерские революционеры, бежал в Вену. Там он продолжил обучение в университете, но уже специализировался на географии. Сотрудничал в журнале «Коммунизм», в 1920 году возглавил отделение РОСТА в Вене, а затем — интернациональное телеграфное агентство «Интел». Делегат Третьего Конгресса Коммунистического Интернационала в Москве (1921).
В 1922—1924 годах изучал географию в Йенском университете, во время революционной ситуации 1923 года в Лейпциге принимал активное участие в подпольной деятельности Коммунистической партии Германии и командовал военизированными пролетарскими сотнями в Саксонии. После подавления Гамбургского восстания, вместе со значительным количеством товарищей по партии, эмигрировал в Москву.
Находясь в 1924—1926 годах в Москве, работал картографом, секретарём Института мирового хозяйства и мировой политики АН СССР и старшим сотрудником Коммунистической академии. Затем жил в Германии, работал в коммунистических организациях. После прихода Гитлера к власти эмигрировал в Париж, где возглавлял агентство печати Инпресс.

### Разведывательная деятельность
В годы Второй мировой войны 1939—1945 был руководителем одной из групп антифашистского Сопротивления, руководя разведывательной группой «Дора» (перестановка слогов фамилии Радо) в Швейцарии (позже о своём участии в антигитлеровской борьбе вспоминал в книге «Дора сообщает», впервые изданной в Венгрии в 1971 году).
Разведывательная группа Шандора Радо в годы Второй мировой войны работала в Швейцарии под вывеской агентства «Геопресс». Её основные информаторы находились в Германии. Особенно эффективной была группа Рудольфа Рёсслера (псевдоним «Люси»). По своим убеждениям Рёсслер не был коммунистом, но был активным антинацистом, эмигрировал из Германии в Швейцарию после прихода Гитлера к власти. Его друзья, оставшиеся в рейхе, занимали видные посты в штабе вермахта, в штабе ВВС и в МИДе в Германии. Они поставляли ему важную информацию, которую он передавал швейцарским секретным службам, а те пересылали её в Лондон. По одной из версий, когда Рёсслер узнал, что англичане не передают в СССР важнейшую информацию, касающуюся Восточного фронта, где решалась судьба войны в Европе (1941—1943 годы), он стал работать с советским резидентом в Швейцарии Шандором Радо. По другой, выход Рёслера на контакт с Радо был согласован с британской разведкой (или даже инспирирован ею) с целью снабжения советского командования дозированными разведывательными данными о планах германского командования на Восточном фронте, полученными благодаря расшифровке перехваченных немецких радиосообщений по программе Ultra.

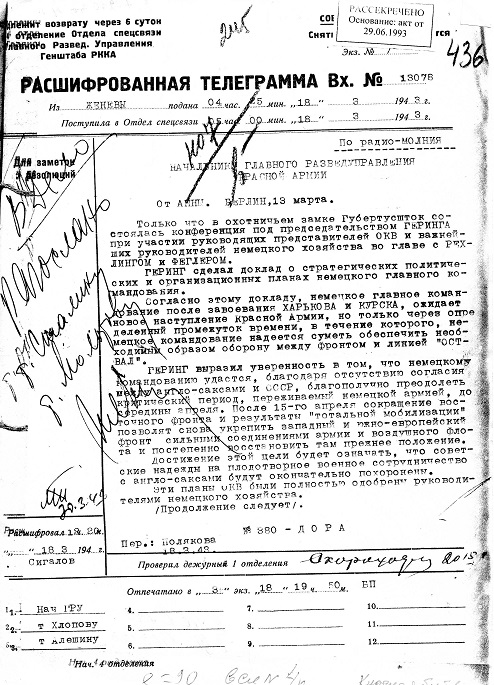
Расшифрованная телеграмма начальнику ГРУ от 18.3.43 г.

В немецкой контрразведке группа Радо проходила под кодовым названием «Красная тройка» (по числу радиостанций группы Радо, две в Женеве — радистки Рут Вернер и Маргарита Болли, одна в Лозанне). Группа Радо сообщила советскому командованию важнейшие сведения о планах вермахта и дислокации войск германской армии на Восточном фронте, которые особенно полезными оказались в битве под Москвой (1941 год), под Сталинградом и в битве на Курской дуге (1942—1943 годы). Благодаря ей были известны и подробности немецкой ядерной программы — впоследствии, в письме 1978 года, Радо писал, что Вернер Гейзенберг намеренно тормозил её развитие.
Вскоре после Курской битвы немцы убедили швейцарские власти в необходимости активных действий против группы Радо. Швейцарская полиция, выйдя на их след, арестовала практически всех её членов. Сам Радо в конце 1944 года, спасаясь от ареста в Швейцарии, перебрался во Францию, где вступил в контакт с представителем советской разведки.

### Выезд в СССР и арест
В начале 1945 года он был отправлен в СССР на самолёте. Опасаясь ареста по необоснованному обвинению, он при остановке в Египте попросил под вымышленным именем политическое убежище в посольстве Великобритании, однако оно ему предоставлено не было. Тогда он попытался покончить с собой и был госпитализирован. Советское посольство в Каире предъявило египетским властям сфабрикованное НКВД обвинение Радо в совершении уголовного преступления и добилось его выдачи. 2 августа 1945 года он был доставлен в Москву и арестован органами СМЕРШ. В декабре 1946 Особым совещанием при МГБ СССР Шандор Радо был осужден на 15 лет лишения свободы по обвинению в шпионаже.

### Переезд в Венгрию
После смерти И. В. Сталина в ноябре 1954 года он был освобождён из заключения и выехал в Будапешт. 27 июня 1956 года Военная коллегия Верховного суда СССР вынесла определение об отмене постановления Особого совещания и закрыла уголовное дело на Шандора Радо.
В 1958—1966 годах был профессором, заведующим кафедрой картографии Университета экономических наук имени Карла Маркса в Будапеште. С 1955 года руководил картографической службой ВНР, а с 1965 года — периодическим информационным изданием «Картактуаль», посвящённым вопросам картографии и геодезии. Под руководством Радо был издан полнейший атлас Венгрии (1967). В 1972 году избран председателем Комиссии по тематическому картографированию Международной картографической ассоциации, возглавил редакционную коллегию по изданию первой карты мира масштабом 1 : 2 500 000 (в 1 см 25 км.), состоящей из 234 частей.
Автор множества трудов по экономической географии Венгрии и мира, географическому разделению труда.

## Награды
- Премия имени Лайоша Кошута (1963)
- Государственная премия Венгерской Народной Республики[венг.] (1973)
- Орден Отечественной войны I степени (1973)
- Орден Дружбы народов

## Память
- Подвигу Шандора Радо посвящён роман русского писателя Игоря Бондаренко «Красные пианисты» (1990).
- Памяти Шандора Радо посвящён роман Юлиана Семёнова «Отчаяние» (1990)[3].

## Труды
- Politische und Verkehrskarte der Sowjetrepubliken Radó, Sándor. — Braunschweig : G. Westermann, 1924, Abgeschlossen nach d. Stande vom 1. Januar 1924, 1:4000000
- Führer durch die Sowjetunion Radó, Sándor. — Berlin : Neuer deutscher Verlag, 1928 [Ausg. 1927], Gesamtausg., 1 Aufl.
- Atlas für Politik, Wirtschaft, Arbeiterbewegung: Atlas für Politik, Wirtschaft, Arbeiterbewegung
- Guide à travers l’Union soviétique Berlin : Neuer Deutscher Verlag Willi Münzenberg, 1928
- Guide-Book to the Soviet Union Berlin : Neuer deutscher Verlag Willi Münzenberg, 1928
- Gross-Hamburg Radó, Sándor. — Berlin : Neuer Deutscher Verlag, 1929
- Europäisches Russland und die Randstaaten Braunschweig : Westermann, [1933], 12. Aufl., 1:4500000
- Deckname Dora Radó, Sándor. — Stuttgart : Deutsche Verlags-Anstalt, [1972], [1. — 5. Tsd.]
- [militera.lib.ru/memo/other/rado_s/index.html Под псевдонимом Дора.] — М.: Воениздат, 1973.
- Dora meldet Radó, Sándor. — Berlin : Militärverlag der Dt. Demokrat. Republik, 1974, 1. Aufl., 1. — 40. Tsd.
- Magyarország autóatlasza Budapest : Kartográfiai Vállalat, 1974
- Dora meldet Radó, Sándor. — Berlin : Militärverlag der Dt. Demokrat. Republik, VEB, 1977, 2. Aufl., 41. — 60. Tsd.
- Reiseführer und Atlas Donauknie und Umgebung Budapest : Cartographia, 1979
- Dora meldet … Radó, Sándor. — Berlin : Militärverlag der Dt. Demokrat. Republik, 1980, 3. Aufl., 61. — 90. Tsd.
- Radó, Sándor (Spion) 1899—1981 / Spion